# Keerzij
Keerzij is een single van Herman van Veen. Het is afkomstig van zijn album Iets van een clown.
Keerzij is een cover van The other side of me van Neil Sedaka en Howard Greenfield uit 1973 , een lied over oppervlakkigheid. Rob Chrispijn bewerkte het en Erik van der Wurff schreef het arrangement. De B-kant Een hele grote kus is een eigen lied van Herman van Veen.
Keerzij haalde zes weken de tipparade van de Nederlandse top 40, maar haalde nergens de hitparades.